# Schattensee
Der Schattensee ist ein Bergsee in den Schladminger Tauern im österreichischen Bundesland Steiermark. Durch das Brauchtum des Wasserscheibenschießens, das auch auf dem nahegelegenen Prebersee praktiziert wird, genießt er überregionale Bekanntheit.

## Lage und Umgebung
Der Schattensee liegt auf 1320 m ü. A. am nördlichen Fuß des moorreichen Überling-Plateaus unweit der Landesgrenze zu Salzburg. Er befindet sich gut einen Kilometer westlich der namensgebenden Ortschaft Krakauschatten, eingebettet im Wald, am südlichen Rand des Krakauer Hochtales. Ein Gasthaus am Nordostufer ist über eine Gemeindestraße, von der Preberstraße (L521) bei Krakauschatten abzweigend, sowie in rund 15 Minuten auf einem Wanderweg von der L521 aus erreichbar. Als beliebtes Fotomotiv gilt die Spiegelung des Preber auf der Wasseroberfläche, die sich besonders vom Südufer aus ablichten lässt. Der Schattensee kann als Ausgangspunkt für Wanderungen auf den Weidschober (1789 m) oder über das Überlinger Plateau zum Prebersee dienen. 

## Flora und Fauna
Bei dem 1,6 Hektar großen Schattensee handelt es sich um ein Relikt der letzten Kaltzeit. Aufgrund wasserstauender Bodenhorizonte entwickelt sich westlich des Sees ein Moor, was in weiterer Folge die biogene Verlandung fördert. Um die Wasserfläche zu erhalten, wird dem durch künstliche Maßnahmen entgegengewirkt.
Das nähere Gebiet um den Schattensee lässt sich in drei Biotoptypen einteilen: Bei dem Gewässer selbst handelt es sich um einen naturnahen dystrophen Teich (Braunwassersee) tieferer Lagen. Das von der Verlandung geprägte Westufer wird von Schwingrasen bestimmt, wiederum westlich davon besteht jenseits eines Schotterweges ein Kleinseggenried. Durch die windgeschützte Lage im Wald stellt der See ein wichtiges Habitat für Libellen dar. Bei einer Erhebung im Rahmen einer Diplomarbeit an der Universität Graz wurden im Sommer 2020 insgesamt 13 Arten nachgewiesen. Bodenständig sind Hufeisen-Azurjungfer, Speer-Azurjungfer, Gemeine Becherjungfer, Falkenlibelle, Großes Granatauge, Braune Mosaikjungfer und Vierfleck.

## Brauchtum
Ein besonderes Brauchtum am Schattensee ist das Wasserscheibenschießen. Für den größeren Prebersee lässt sich dieser Sport bis in das Jahr 1832 nachweisen, auf dem Schattensee begann man 1908 damit. Bei der Errichtung der Anlage machte sich der Rinegger Schulleiter Alois Noggler besonders verdient. 1910 fand anlässlich des 80. Geburtstags von Franz Joseph I. ein Jubiläumsschießen statt, an dem unter anderem eine vierköpfige „Schützenkompanie“ aus dem benachbarten Lungau teilnahm. Für den nicht persönlich anwesenden Regenten wurde eine Ehrenscheibe mit dem Wortlaut „Heil dem Jubelkaiser“ gestiftet. Während der beiden Weltkriege gab es kein Wasserscheibenschießen, die Tradition wurde erst 1984 nach jahrzehntelanger Pause durch den lokalen Schützenverein wiederbelebt. Auf Initiative des Krakauschattener Bürgermeisters entstand 1986 eine Schießanlage, die seither mehrmals verbessert wurde. Der in Privatbesitz befindliche See wurde von der Gemeinde Krakaudorf gepachtet.

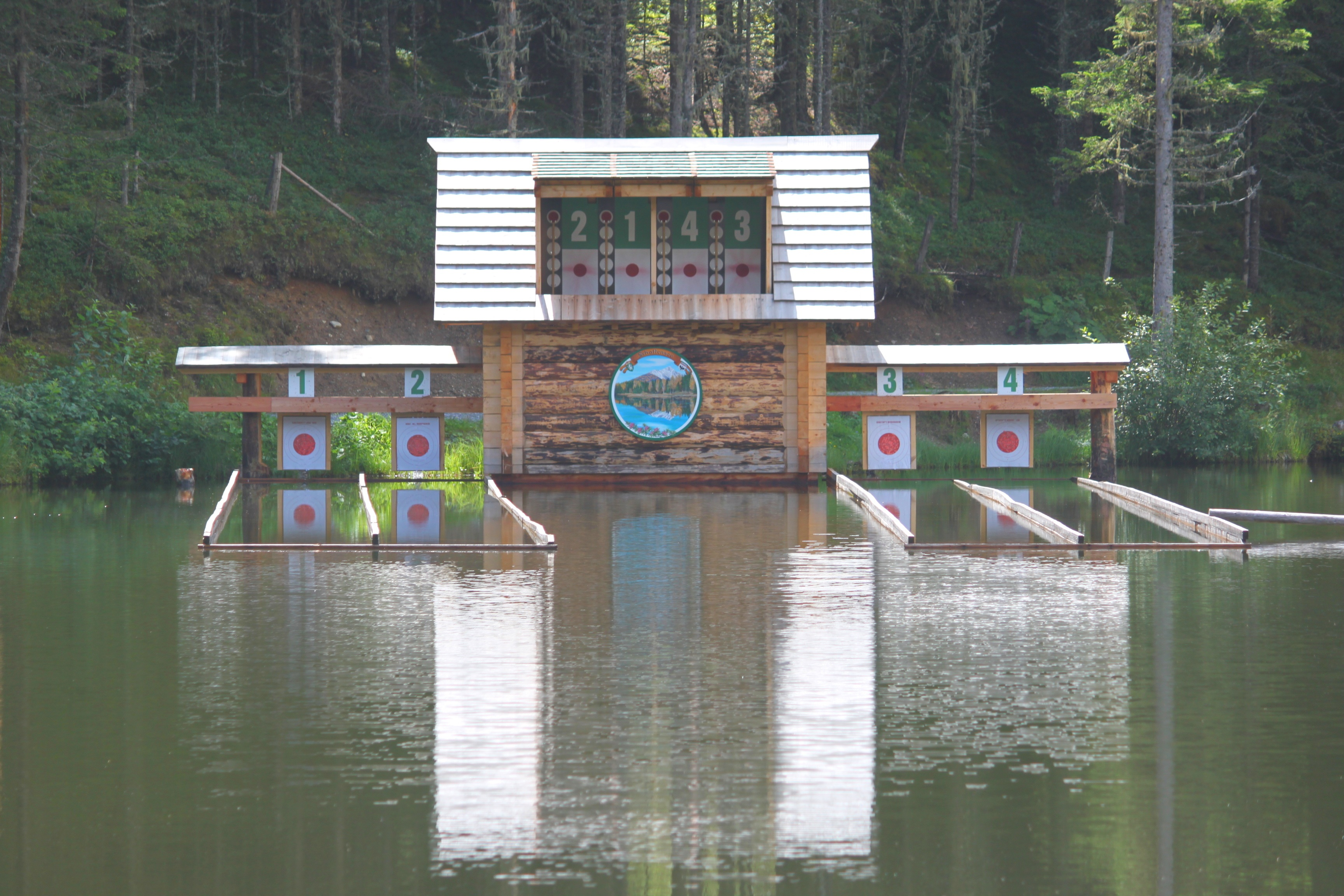
Schießanlage (2010)
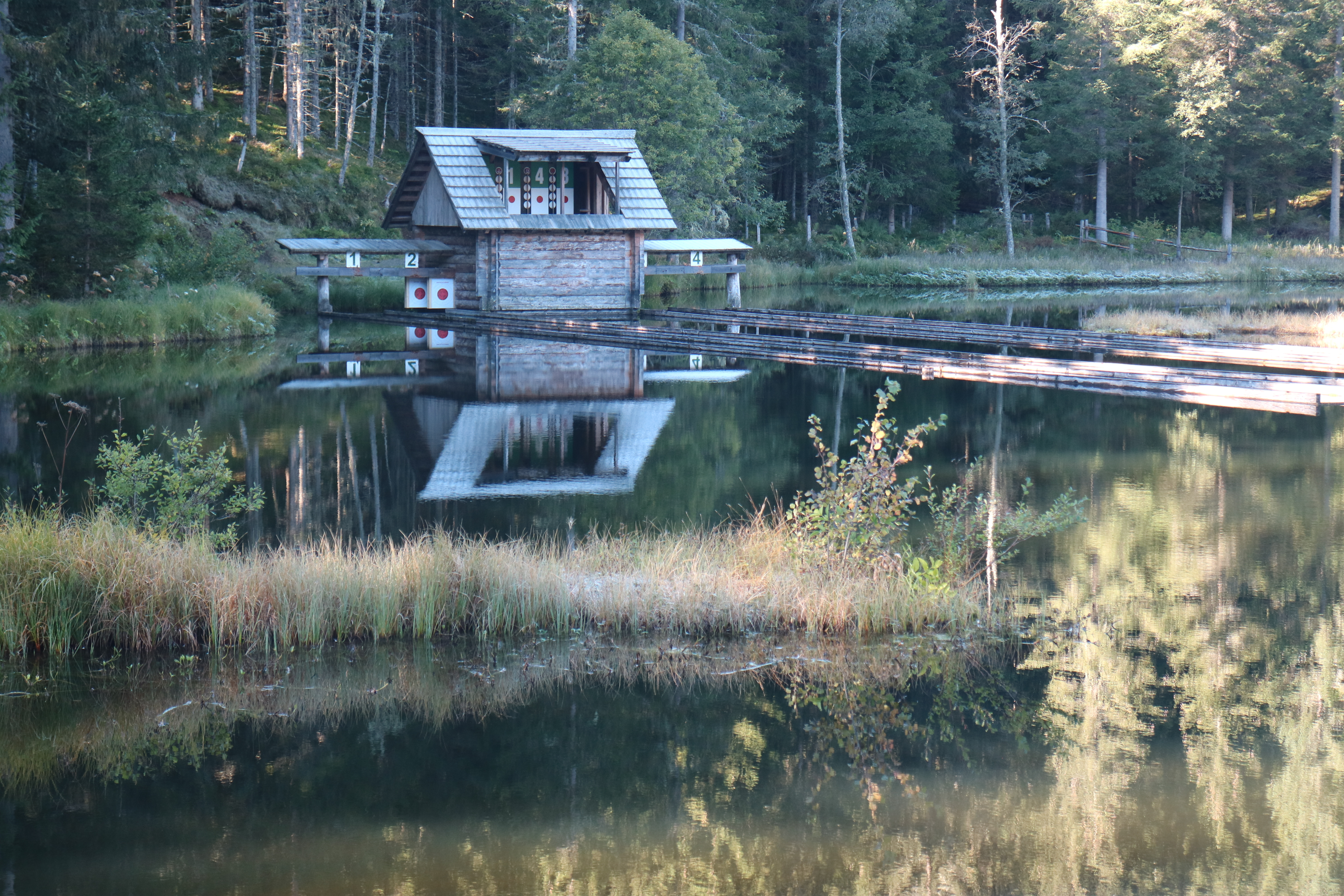
Schießanlage (2022)
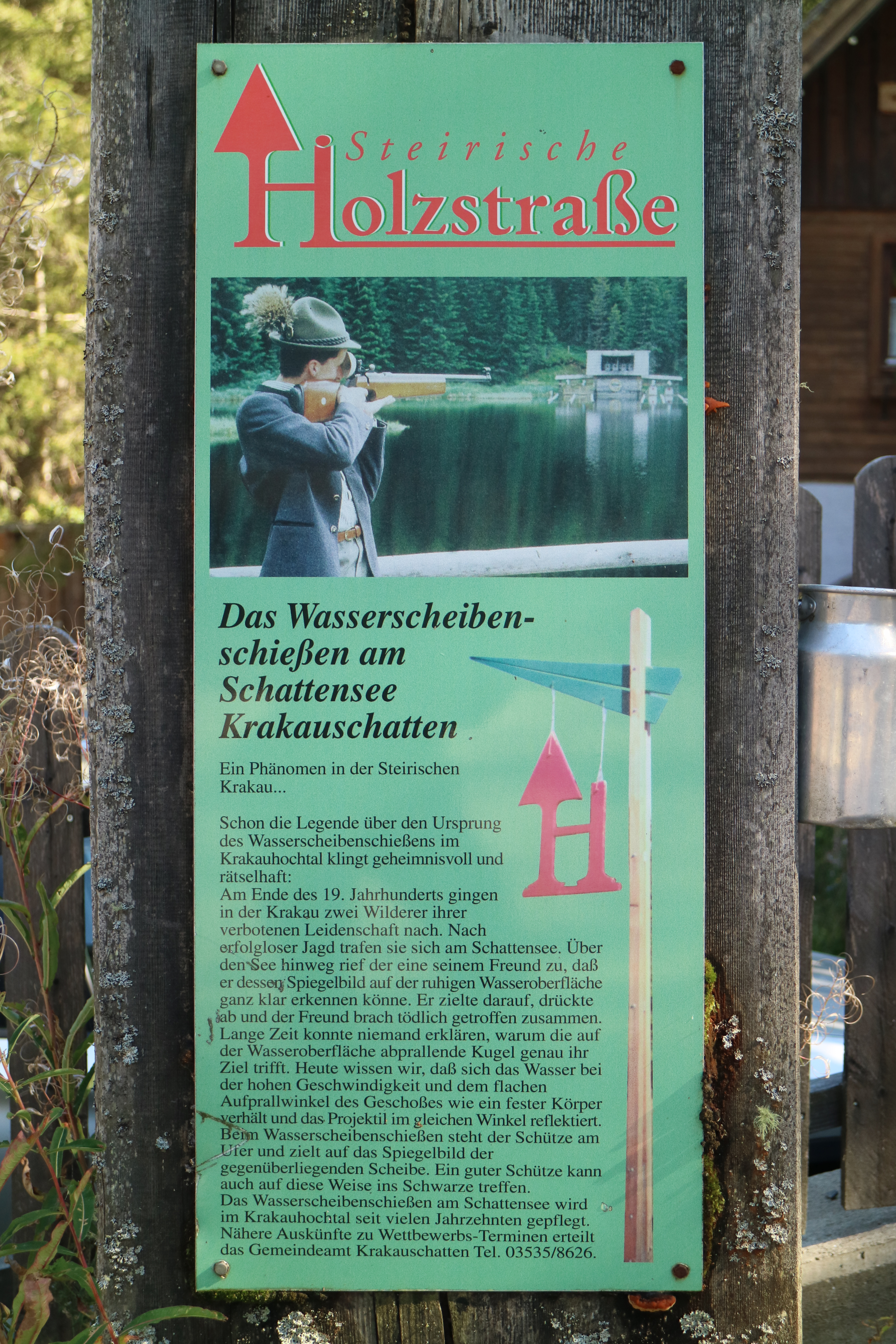
Informationstafel

Die Anlage mit den vier Zielscheiben befindet sich am Südostufer des Sees in 107 Meter Entfernung zum Schützenstand am Nordostufer. Gezielt wird auf das sechs bis sieben Meter von der Zielscheibe entfernte Spiegelbild im flachen Wasser. Im Idealfall prallt das Projektil als Querschläger (Geller) von der Wasseroberfläche ab und trifft eine der Scheiben. Möglich ist dies aufgrund der besonderen Oberflächenspannung des Moorwassers, anderen Angaben zufolge aufgrund der speziellen Wasserhärte. Schießveranstaltungen finden jährlich zwischen Juni und Oktober statt. Beste Bedingungen bieten sich morgens bei Windstille und geringer Sonneneinstrahlung.

## Sagen
Vom Schattensee sind zwei Sagen überliefert. Die eine dient als Entstehungsmythos des Wasserscheibenschießens und berichtet von zwei Wilderern, die sich am Ende eines erfolglosen Tages am See getroffen haben sollen. Als einer von beiden vom anderen Ufer aus auf das Spiegelbild seines Kameraden auf der Wasseroberfläche zielte und schoss, soll dieser, tödlich getroffen, zusammengesackt sein. Laut einer weiteren Sage brach einst ein Ochsengespann im winterlichen Eis des Prebersees ein. Während die Zugtiere gerettet werden konnten, blieb das Joch verschollen, ehe es Jahre später im Schattensee wiederauftauchte. Glaubt man einer anderen Erzählvariante, verschwanden auch die Ochsen, kamen aber bereits im folgenden Frühjahr wieder ans Tageslicht. Eine angenommene unterirdische Verbindung zwischen den beiden Bergseen, von der die „merkwürdige Oberflächenspannung“ herrühren soll, ist wissenschaftlich nicht nachgewiesen.